# 孙霖江

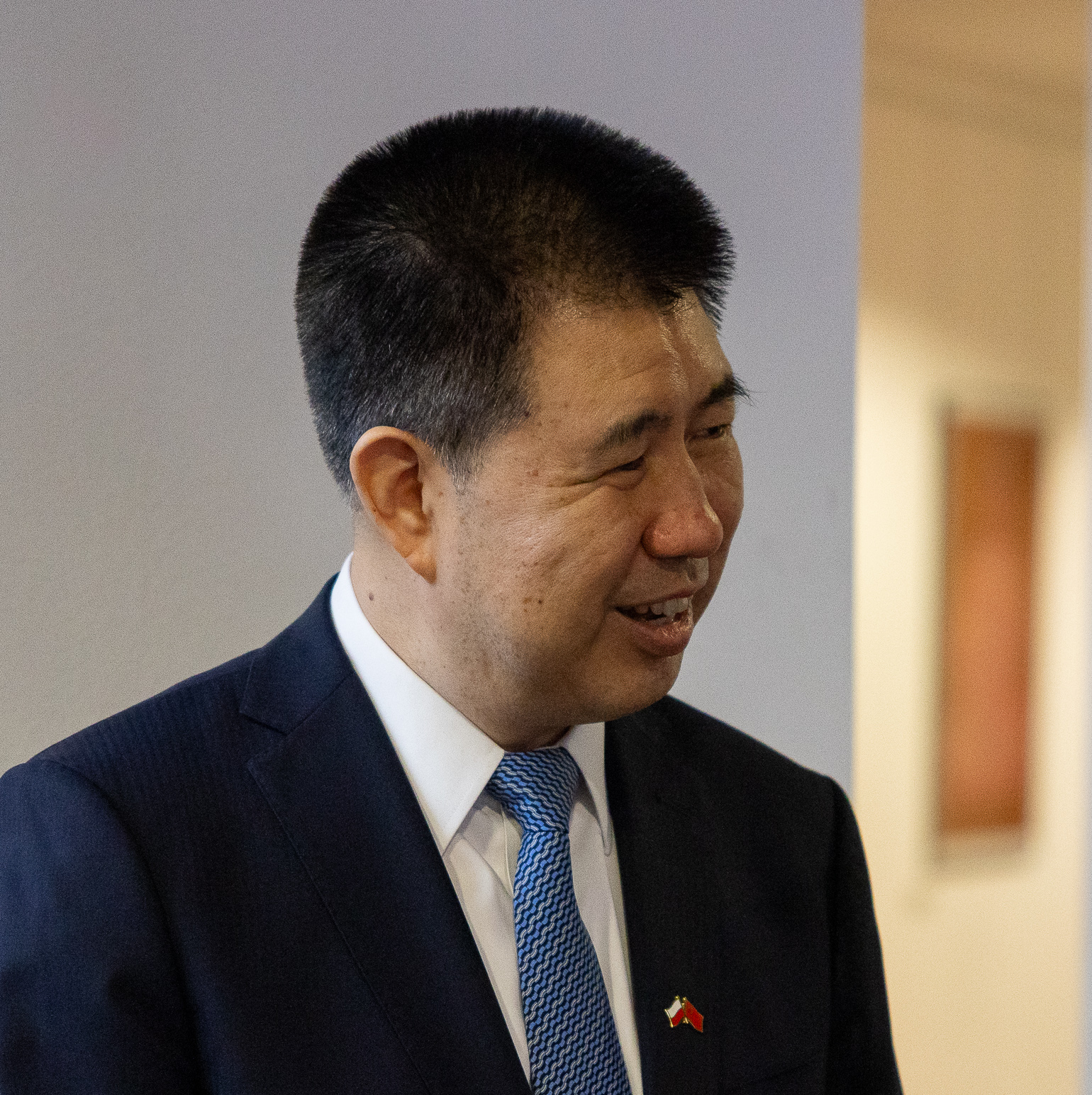

孙霖江（1964年1月31日—），中华人民共和国外交官，曾任中国驻敖德萨总领事、驻阿拉木图总领事、外交部行政司司长、外交部欧亚司司长和中国驻波兰大使，现任中国政府欧亚事务特别代表。

## 生平
1985年，孙霖江进入中华人民共和国外交部工作，先后在外交部苏联东欧司、驻苏联大使馆、外交部欧亚司、驻俄罗斯大使馆任职。2000年，任驻俄罗斯大使馆参赞。2006年4月，出任中华人民共和国驻敖德萨总领事。2008年12月，出任中华人民共和国驻阿拉木图总领事。2010年，任驻俄罗斯大使馆公使。2013年，任外交部行政司司长。2017年，任外交部欧亚司司长。2021年8月，出任中华人民共和国驻波兰大使。2025年5月，自驻波兰大使离任。
2025年6月，出任中国政府欧亚事务特别代表。

## 家庭
已婚，有一子。